# Afropisaura valida
Espèce
Synonymes
- Pisaura valida Simon, 1886

Afropisaura valida est une espèce d'araignées aranéomorphes de la famille des Pisauridae.

## Distribution
Cette espèce se rencontre en Afrique occidentale et au Afrique centrale.

## Description
La femelle holotype mesure 20 mm.

## Publication originale
- Simon, 1886 : Études arachnologiques. 18e Mémoire. XXVI. Matériaux pour servir à la faune des Arachnides du Sénégal. (Suivi d'une appendice intitulé: Descriptions de plusieurs espèces africaines nouvelles). Annales de la Société Entomologique de France, sér. 6, vol. 5, p. 345-396 (texte intégral).